# エア・ベトナム
エア・ベトナム（Air Vietnam、ベトナム語: Hãng Hàng không Việt Nam、行航空越南）とは、かつて存在した南ベトナムの航空会社である。本拠地はサイゴンであった。第一次インドシナ戦争最中の1951年から、ベトナム戦争が終結する1975年まで運航されていた。

## 概略

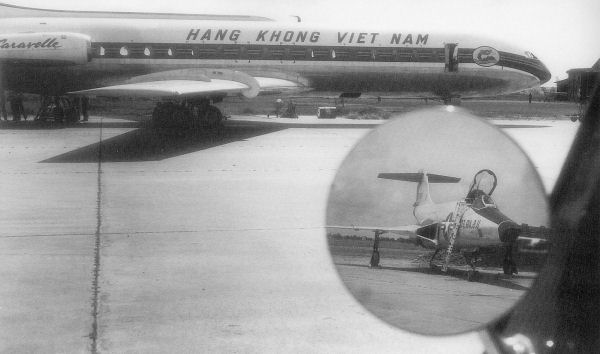
タンソンニャット国際空港に駐機中のエア・ベトナムのシュド・カラベル(1961年)

1951年にバオ・ダイ帝により同国のフラッグキャリアとして設立された。初期には、南ベトナム国内線を運航するため、セスナ 170のような小型機を使用していたが、ベトナム戦争の勃発に従い、増加する旅客需要をまかなうためにビッカース バイカウントとダグラス DC-3やDC-4といった機体から、エール・フランスと パンアメリカン航空から購入したボーイング727を運航するようになった。
コードシェア運航を行う傍ら、運航支援を行っていたエールフランスのシュド・カラベルなどの中古機を多く導入したほか、カーチス C-46のように中華民国（台湾）の中華航空からリースされ、 中国人の運行乗組員によって運航されていた機体もあった。そのため、保有する航空機の塗装はハイブリッドなものとなるなどイレギュラーなものが多かった。また、シンボルマーク・デザインは黄金のドラゴンであった。
また、1960年代には日本航空とのコードシェア運航を行っていたほか、1970年代には日本にも東京の羽田空港と、大阪の伊丹空港（サイゴン発大阪経由東京便）へ乗り入れていたほか、東南アジア各国の都市にも定期航空便が運航されていた。
1973年のパリ協定後には塗装を一新し、事業の拡大を目指したものの、その後の北ベトナム軍の停戦無視による南進により国内線の縮小を余儀なくされた。1975年にはダナン国際空港から脱出飛行を行ったほか、同年4月30日のサイゴン陥落直前には、可能な限りサイゴン国際空港から市民を海外に脱出させる飛行を行ったが、南北ベトナム統一とともに消滅した。なお、エア・ベトナムが使用していたIATA航空会社コードのVNは、ベトナム航空が使用している。

## 運航機材
- カーチス C-46
- ダグラス DC-3
- ダグラス DC-4
- ボーイング727
- ボーイング707
- ヴィッカース バイカウント
- シュド・カラベル

- DC-3
- DC-4
- シュド・カラベル
- ボーイング727-100
- 末期の塗装(ボーイング707)